# Penngrundet
Penngrundet är öar i Finland. De ligger i Skärgårdshavet och i kommunen Pargas i landskapet Egentliga Finland, i den sydvästra delen av landet. Öarna ligger omkring 64 kilometer sydväst om Åbo och omkring 200 kilometer väster om Helsingfors.
Arean för den av öarna koordinaterna pekar på är 1,9 hektar och dess största längd är 270 meter i sydöst-nordvästlig riktning. Närmaste större samhälle är Korpo, 13,9 km öster om Penngrundet.